# Kernkraftwerk Hamm
Das Kernkraftwerk Hamm (KKH) sollte auf dem Gelände des Kraftwerks Westfalen errichtet werden, direkt neben dem mittlerweile stillgelegten Kernkraftwerk THTR-300 in Hamm, Nordrhein-Westfalen. Die Planungen wurden jedoch niemals umgesetzt.

## Geschichte
Die Planungen für das Kernkraftwerk Hamm begannen 1973. Es war ursprünglich ein neben dem THTR-300 zu errichtender Hochtemperaturreaktor des US-Typs mit prismatischen Brennelementen vorgesehen, was aber wegen der technischen Probleme mit HTR nach wenigen Jahren aufgegeben wurde. Das Kernkraftwerk sollte gemäß späteren Planungen mit einem Druckwasserreaktor der Konvoi-Baureihe ausgestattet werden und 1990 ans Netz gehen. Als Betreibergesellschaft wurde die Kernkraftwerk Lippe-Ems GmbH (KLE) gegründet, später Kernkraftwerk Lippe genannt.
Mit der Stilllegung des niedersächsischen Kernkraftwerks Lingen im Jahre 1977 forcierte die KLE jedoch die Planungen für ein neues Kernkraftwerk am Standort Lingen, das Kernkraftwerk Emsland, das gebaut wurde und von April 1988 bis April 2023 in Betrieb war. Somit war das Projekt in Hamm vorerst auf Eis gelegt, jedoch hielt der Betreiber am geplanten Inbetriebnahmetermin 1990 fest. Der Baubeginn für das Kernkraftwerk Hamm sollte spätestens Anfang 1984 sein, jedoch wurde die Baugenehmigung nicht erteilt. Dies hing unter anderem damit zusammen, dass die nordrhein-westfälische SPD-Landesregierung unter Ministerpräsident Johannes Rau auch wegen der Erfolglosigkeit des am Standort Hamm operierenden THTR-300-Kugelhaufenreaktors eine nuklearkritische Haltung eingenommen hatte, während in Niedersachsen eine CDU/FDP-Landesregierung unter Ernst Albrecht regierte, welche den Bau des Kernkraftwerks Emsland unterstützte.
1995 – neun Jahre nach der Katastrophe von Tschernobyl – wurde das Projekt endgültig aufgegeben. Auf dem einstigen Baugelände entstanden nun zwei kohlebefeuerte Blöcke (D und E) des Kraftwerks Westfalen.

## Daten der Reaktorblöcke
Es war ein Reaktorblock geplant, das Kraftwerk sollte mit einem 165 Meter hohen Naturzug-Nasskühlturm ausgerüstet werden.
| Reaktorblock | Reaktortyp         | Nettoleistung | Bruttoleistung | Planungsbeginn | Baubeginn | Projekteinstellung |
| ------------ | ------------------ | ------------- | -------------- | -------------- | --------- | ------------------ |
| Hamm         | Druckwasserreaktor | 1.231 MW      | 1.301 MW       | 1975           | -         | 1995               |